# Pleurothallis nephroglossa
Pleurothallis nephroglossa är en orkidéart som beskrevs av Rudolf Schlechter. Pleurothallis nephroglossa ingår i släktet Pleurothallis och familjen orkidéer.
Artens utbredningsområde är Ecuador. Inga underarter finns listade i Catalogue of Life.